# Belägringen av Malta under andra världskriget
Belägringen av Malta utspelades från den 11 juni 1940 till den 20 november 1942 under andra världskriget. Italiens och Tysklands flygvapen och flottor kämpade med Storbritanniens flygvapen och Royal Navy om kontrollen av den strategiskt viktiga ön Malta.
Öppnandet av en ny front i Nordafrika under mitten av 1940 ökade Maltas redan betydande värde. Britternas  flyg- och flottstridskrafter stationerade på ön kunde anfalla axelmakternas fartyg som transporterade viktiga förnödenheter och förstärkningar från Europa. General Erwin Rommel, de facto överbefälhavare för axelmakternas styrkor i Nordafrika, erkände snabbt dess betydelse. I maj 1941 varnade han att "Utan Malta kommer axelmakterna att gå under när man förlorar kontrollen över Nordafrika".
Axelmakterna beslöt att bomba eller svälta Malta till underkastelse, genom att anfalla dess hamnar, byar, städer och allierade fartyg som levererade förnödenheter till ön. Malta var ett av de mest intensivt bombade områdena under kriget. Luftwaffe (Tysklands flygvapen) och Regia Aeronautica (Italiens flygvapen) utförde sammanlagt 3 000 bombräder mot ön under en period av två år i ett försök att förstöra de brittiska försvarsverken och hamnarna. De allierade konvojerna lyckades leverera tillräckligt med förnödenheter och förstärkningar till Malta för att undvika ett militärt sammanbrott, medan Storbritanniens flygvapen försvarade dess luftrum, dock till ett högt pris i material och liv.
Axelmakterna planerade en kombinerad tysk-italiensk landstigning på ön (Operation Herkules) med stöd av tyska fallskärmsjägare men den genomfördes aldrig. 
I november 1942 hade axelmakterna förlorat andra slaget vid el-Alamein och de allierade hade landstigit styrkor i Vichyfranska Marocko och Algeriet i Operation Torch. Axelmakterna avledde sina styrkor till slaget om Tunisien, och anfallen mot Malta minskades snabbt. Belägringen avslutades under november 1942.
I december 1942 gick Maltas flyg- och flottstridskrafter över till offensiven. I maj 1943 hade de sänkt 230 fientliga fartyg under loppet av 164 dagar. Den allierade segern spelade en viktig roll i den slutgiltiga allierade framgången i Nordafrika.